# Disturbo della memoria
La memoria è definita come la capacità di codificare, conservare e rievocare informazioni, sotto forma di ricordi. I disturbi della memoria possono compromettere tale capacità, in modo più o meno grave, in base alle strutture neuroanatomiche colpite.
I disturbi della memoria possono essere progressivi, nel caso ad esempio di malattia di Alzheimer o immediati, ad esempio a seguito di un trauma cranico.
Molte conoscenze sulle funzioni della memoria derivano da studi su tali patologie, rilevanti furono ad esempio le scoperte fatte grazie allo studio del paziente H.M., affetto da gravi disturbi mnestici.

## Amnesia
La perdita di memoria è chiamata amnesia, un disturbo presente in molti tipi di patologie; studiando le loro diverse forme e osservando i difetti organici che appaiono nei singoli sottosistemi del cervello, si può risalire alla funzione di tali sottosistemi in un cervello sano.
L'amnesia può essere anterograda (quando non è più possibile apprendere e ricordare eventi dopo l'evento lesivo) o retrograda (quando vengono cancellate memorie relative ad anni precedenti rispetto alla data della lesione).
L'amnesia anterograda, però, non preclude completamente la capacità di apprendere in chi ne è colpito, infatti alcuni tipi di apprendimento (spaziale, riconoscimento, stimolo-risposta) sono comunque conservati ed il vero danno avviene a livello della memoria dichiarativa o esplicita.

## Altri disturbi di memoria
Tra i disturbi o deficit della memoria si possono annoverare:
- La paramnesia, cioè la falsificazione della memoria attraverso una distorsione del ricordo (vedi anche sindrome dei falsi ricordi).
- L'ipermnesia, una esagerata ritenzione mnestica.
- L'allomnesia, ovvero i ricordi falsati in termini di spazio o tempo per errore di locazione.
- La pseudomnesia, ovvero allucinazioni della memoria.
- L'ecmnesia, ovvero la trasformazione di ricordi in esperienze attuali.
- L'immagine eidetica, un ricordo visivo vissuto talmente vividamente da sembrare un'allucinazione.
- Il ricordo paravento (o ricordo di copertura) ossia un ricordo che a livello conscio è tollerabile ma che nasconde, inconsciamente, un evento traumatico.
- La rimozione, cioè la dimenticanza inconsapevole di eventi considerati inaccettabili.
- La letologia, che è la temporanea incapacità di ricordare un nome proprio o di un oggetto.
- Un disturbo della memoria di fissazione non permette ai nuovi ricordi di fissarsi e sostituire per aggiornamento i vecchi, mentre un disturbo alla memoria di rievocazione non permette ai vecchi di tornare in mente e tutti i ricordi sono continuamente aggiornati, fino alla scomparsa della percezione del proprio passato, nei casi più gravi.
- La criptomnesia, esperienza del non rendersi conto che si sta ricordando (mancato riconoscimento del ricordo come ricordo).
- I ricordi schermo, a seguito di un trauma, sono i dettagli specifici su cui ci fissiamo per nascondere gli aspetti emotivi più dolorosi.

I disturbi delle funzioni mnestiche si possono rintracciare in varie sindromi, malattie congenite o degenerative, quali ad esempio:
- Afasia
- Encefalopatia
- Demenza
- Malattia di Huntington
- Malattia di Alzheimer
- Malattia di Parkinson
- Sindrome di Korsakoff

Esistono poi una serie di disturbi del funzionamento mentale che possono accompagnarsi con "perdite" della memoria, ad esempio:
- Disturbi transitori dello stato di coscienza (stati confusionali, stati onirici, disturbi del sonno).
- Disturbi del pensiero e della percezione (disturbi deliranti, schizofrenia, disturbi indotti da sostanze).
- Disturbi della sfera cognitiva (insufficienze mentali, deterioramenti cognitivi).
- Disturbi dell'affettività (depressione, pseudodemenze, disturbi d'ansia, disturbo acuto da stress, disturbo di panico).
- Disturbi del funzionamento dell'Io (disturbi gravi di personalità, stati emotivi passionali).
- Disturbi della coscienza dell'Io (disturbi dissociativi, disturbo di depersonalizzazione/derealizzazione)[5].